# 혼수 (승려)
혼수(混修, 1320년 4월 29일(음력 3월 13일)~1392년 10월 4일(음력 9월 18일))는 고려 말기 ~ 조선 초기의 승려이다. 본관은 풍양, 자는 무작(無作), 호는 환암(幻庵)이며, 서북면(西北面, 북계의 나중 이름) 용주(龍州: 지금의 평안북도 룡천군) 출신이다.

## 생애
12세에 어머니의 권유로 대선사인 계송(繼松)에게 가서 출가하였다. 선원사(禪源寺)의 식영암(息影庵)에게서 《능엄경》을 배웠고, 재상 조쌍중(趙雙重)이 지은 휴휴암(休休庵)에서 3년 동안 《능엄경》을 강의했다. 충주 청룡사(靑龍寺) 서쪽에 연회암(宴晦庵)을 짓고 머물렀다.
공민왕이 회암사에 머무르기를 청하였으나 가지 않고, 오대산 신성암(神聖庵)에 머물렀다. 그때 고운암(孤雲庵)에 있던 나옹과 자주 만났으며, 나옹의 법맥을 잇게 되었다.
1374년 내원에 들어가 공민왕에게 불법을 가르쳤고, 특히 왕대비의 존경을 받았다. 우왕이 광통무애 원묘대지보제(廣通無碍圓妙大智普濟)의 호를 내렸다.
1389년 공양왕이 즉위하자 국사에 봉하여졌다. 1391년 이성계와 함께 대장경을 완성하여 서운사에 봉안했다.
1392년 거처를 청룡사로 옮겼는데, 9월 18일 문인에게 유서를 쓰게 한 다음 입적하였다. 태조가 보각(普覺)이라는 시호와 정혜원융(定慧圓融)이라는 탑호(塔號)를 내렸다. 충주 청룡사 터에 비와 탑이 있다.

## 전기 자료
- 권근, 《양촌집》 권37, 유명 조선국 보각국사 비명